# Distretto di Itezhi Tezhi
Il distretto di Itezhi Tezhi è un distretto dello Zambia, parte della Provincia Centrale. Il distretto faceva parte della Provincia Meridionale e venne spostato a quella Centrale nel 2012
Il distretto comprende 13 ward:
- Banamwaze
- Basanga
- Itezhi Tezhi
- Itumbi
- Kaanzwa
- Kabulungwe
- Lubanda
- Luchena
- Luubwe
- Makunku
- Masemu
- Mbila
- Nyambo